# Legio I Parthica

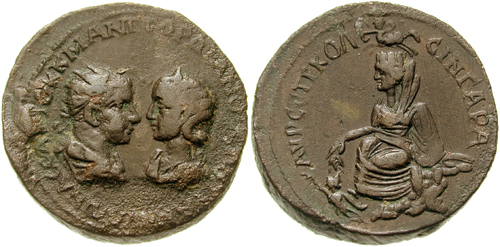
Von Imperator Gordian III. in Singara geprägte Bronzemünze. Die Rückseite zeigt einen Kentaur, das Symbol der Legio I Parthica

Die Legio I Parthica war, wie die II und III Parthica, eine Legion der römischen Armee, die im Jahr 197 vom Kaiser Septimius Severus für einen Feldzug gegen das Partherreich ausgehoben wurde. Ihre Präsenz im Nahen Osten ist bis ins frühe 5. Jahrhundert belegt. Das Legionssymbol war der Kentaur.

## Geschichte der Legion
Der Partherkrieg des Severus verlief sehr erfolgreich und endete mit der Eroberung der parthischen Hauptstadt Ktesiphon. Die I Parthica scheint sich in diesem Krieg besonders bewährt zu haben, denn sie wurde bereits von Septimius Severus mit dem Titel Severiana Antoniniana ausgezeichnet. Dies war eines der frühesten Beispiele dafür, dass Legionen mit dem Namen des Kaisers geehrt wurden. Die I Parthica und III Parthica blieben in der Region, um nachfolgende Rebellionen und Angriffe aus dem Partherreich zu verhindern. Das Legionslager der I Parthica war Singara (heute Sindschar im nördlichen Irak) in Mesopotamia. Die neu eingerichtete Provinz wurde als Ausnahme von der Regel von Männern aus dem Ritterstand, nicht von Senatoren verwaltet.

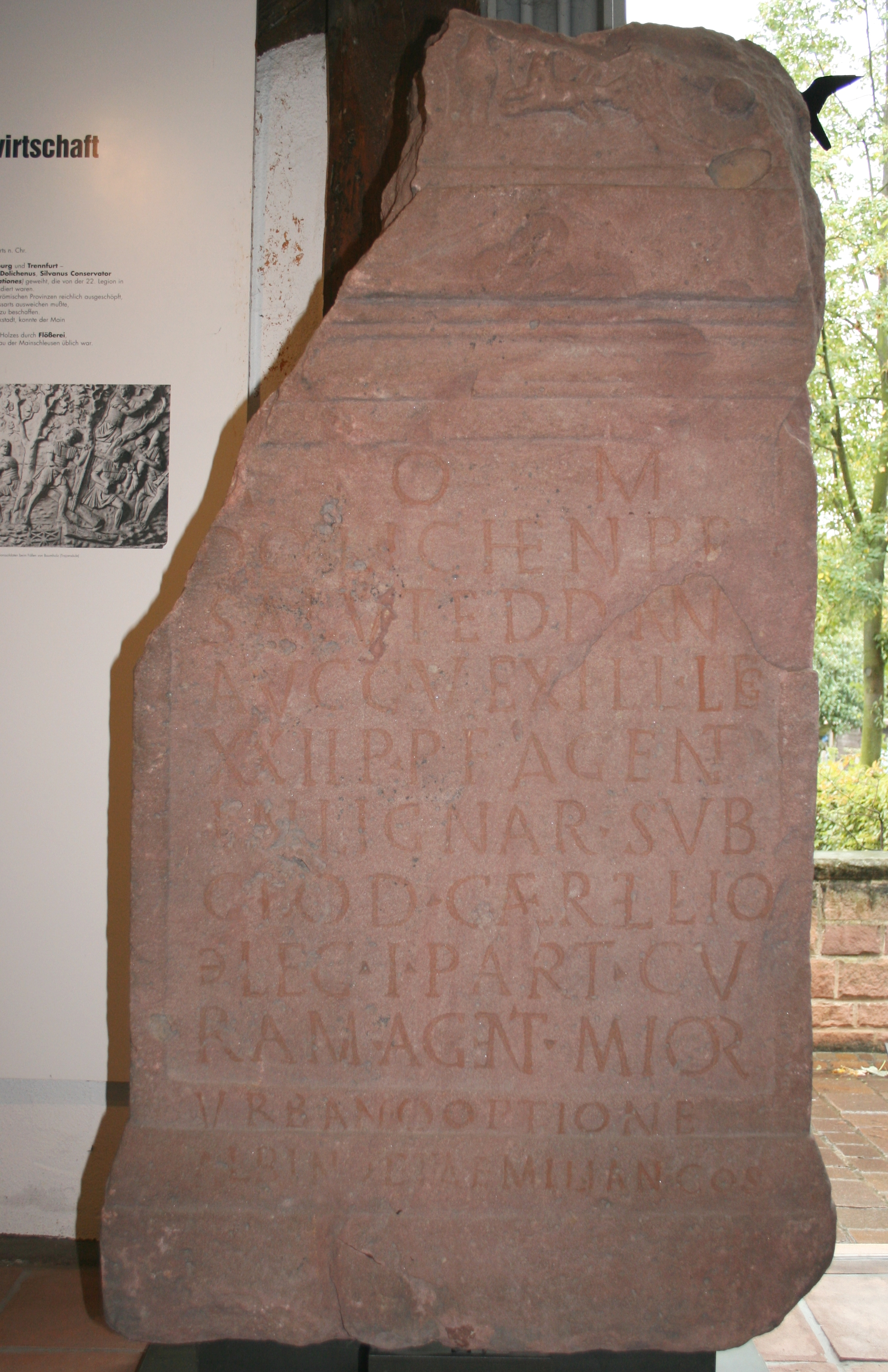
Im Jahr 206 errichtete eine Vexillation der Legio XXII Primigenia unter der Leitung des Clodius Caerellius, Centurio der Legio I Parthica, diesen Altar für Iupiter Dolichenus in Obernburg am Main.

Die Legio I Parthica nahm am Partherfeldzug Caracallas (216/217) teil. Die Sassaniden drangen 230 oder 231 in die römische Provinz Mesopotamia ein und belagerten Nisibis. Die römische Gegenoffensive wurde 232 von Severus Alexander in drei Kolonnen vorgetragen. Offenbar erlitten beide Seiten sehr schwere Verluste und büßten dadurch die Fähigkeit ein, weiterhin offensiv vorzugehen. Im Ergebnis lief dies auf einen römischen Sieg hinaus, da der persische Angriff damit abgewehrt war und keine Gebietsverluste hingenommen werden mussten.
Das 3. Jahrhundert war von weiteren Kämpfen gegen die Sassaniden geprägt, doch wurde die Rolle, welche die I Parthica dabei spielte, nicht sicher überliefert. Von Kaiser Philippus Arabs (244–249) wurde der Legion der Beiname Philippiana verliehen.
Um 346 fand bei der Garnison Singara eine große Schlacht statt, die der römische Kaiser Constantius II. fast schon gewonnen hatte, als ihm das undisziplinierte Verhalten seiner Truppen doch noch den Sieg kostete. Das genaue Datum der Schlacht, welche den Höhepunkt des ersten Perserkriegs Constantius’ darstellte und in der auch ein persischer Prinz fiel, war aufgrund von divergierenden Quellenaussagen in der Forschung lange Zeit umstritten; sie wird aber eher 344 als 348 stattgefunden haben.
Im Jahr 360 wurde die Legion von den Persern geschlagen und Singara erobert. Die Legio I Parthica musste ihr Hauptlager nach Nisibis-Constantina verlegen. Im frühen 5. Jahrhundert war die Legio Prima Parthica Nisibena unter dem Oberbefehl des Dux Mesopotamiae in Constantina stationiert. In den Perserkriegen des 6. Jahrhunderts verliert sich dann ihre Spur.
Legionäre aus der I Parthica wurden üblicherweise auch in anderen Regionen eingesetzt, darunter Germania superior, Lykien, Kilikien und Cyrenaica.